# Raclage (route)
Dans le domaine routier, le raclage consiste à évacuer la neige accumulée sur la route en période hivernale afin de ramener au plus vite les conditions de circulation à un niveau satisfaisant.
Cette évacuation peut être faite sur un côté de la route ou bien des deux côtés.
Cette action permet en outre de réduire l'emploi de fondants chimiques et donc en limitant leurs conséquences (dépenses, agressions aux chaussées, à l'environnement, corrosion…).

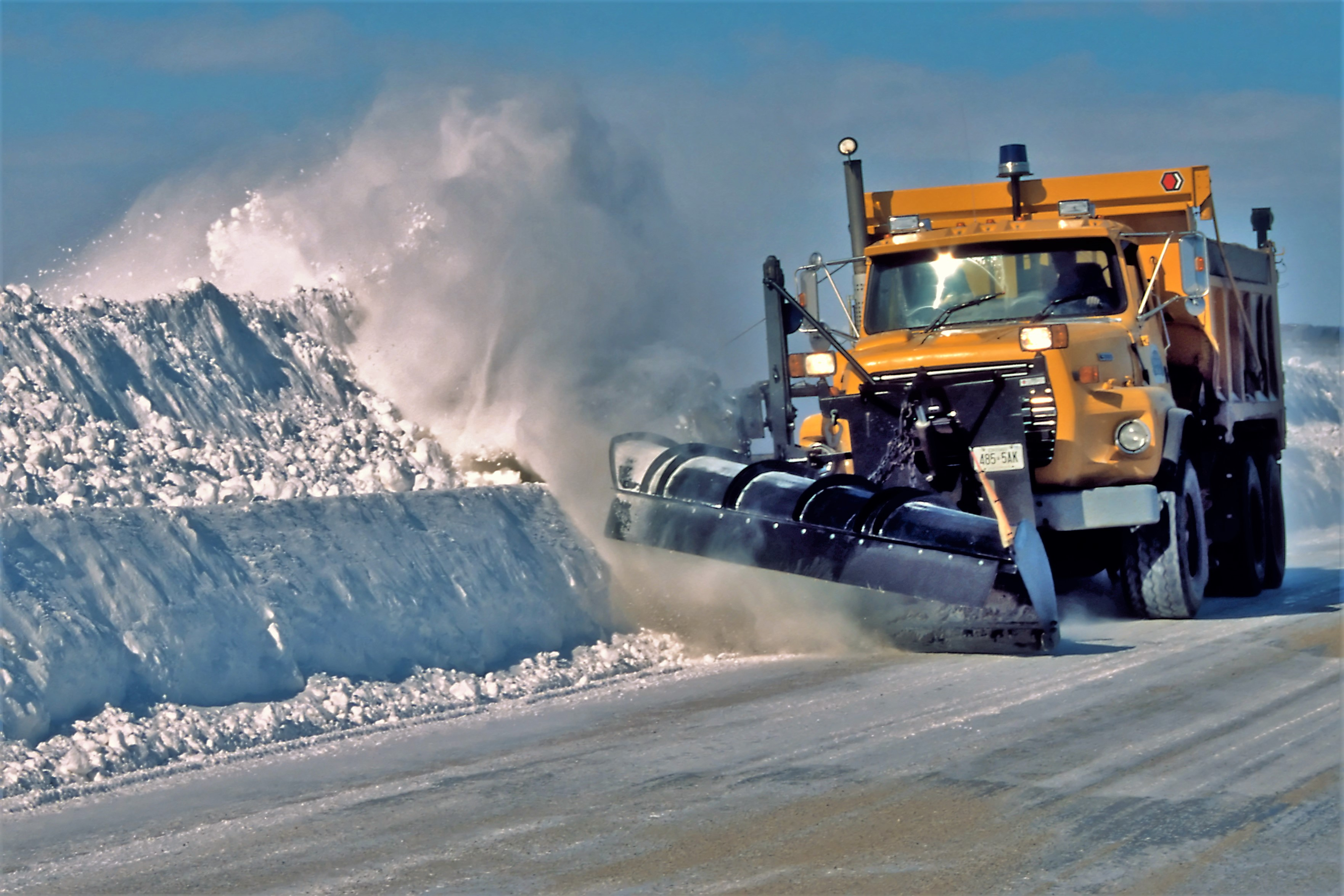
Raclage d'une route en hiver.

## Les fonctions attendues de l’outil de raclage

### Fonctions principales
Les trois principales fonctions attendues de l’outil sont :
- Le raclage proprement dit, désolidarisation de la neige du revêtement
- La translation de la neige vers le bord de chaussée
- L’éjection en dehors de l'outil.

Ces opérations doivent être exécutées à la vitesse la plus élevée possible compatible avec la sécurité des intervenants, des usagers et de tout ce qui borde la route. La vitesse optimale est de 50 km/h.

### Fonctions secondaires
Par ailleurs doivent être prises en compte certaines fonctions secondaires :
- La sécurité de l'outil (comportement aux chocs), du porteur (problème des vibrations transmises, des efforts sur le châssis…), du chauffeur (problèmes de conduite et de confort), des usagers (en particulier problème de signalisation).
- La maniabilité : facilité de pose-dépose des outils à partir du pousseur, utilisation "outil relevé" en transfert du matériel, commandes et réglages.
- La maintenance : fréquence des opérations d'entretien, facilités d'intervention, coût des pièces, -, etc.

## Les outils de raclage

Différence entre « lame biaise » et « rabot ».

Les outils utilisés doivent être adaptés au type de neige à racler et rester compatibles avec les caractéristiques du porteur (poids, encombrement, ...).
On distingue :
- le rabot, constitué d’une lame fixe présentant un galbe[Quoi ?] ;
- la lame biaise, constitué d’une lame fixe galbée et d’une lame d’usure ;
- l'étrave constituée de deux corps de lame disposés en A ou en V ;
- l’aileron écrêteur, lame complémentaire permettant de limiter la hauteur du bourrelet formé par l’action de raclage ;
- l’élargisseur, lame complémentaire latérale permettant de racler le bourrelet fait par un raclage antérieur.

Les outils de raclage peuvent être disposés par rapport au camion porteur :
- à l’avant, le cas le plus général ;
- sur le côté, en complément d’un outil frontal ;
- en arrière, ce genre d’outil n’est plus fabriqué.

## Choix de l’outil de raclage
Le choix du bon outil de raclage dépend de la nature de la neige à évacuer.

### Neige mouillée
Une neige mouillée (transformation sous l'effet du trafic en bouillie noirâtre) est très glissante, très lourde, sa dynamique d'éjection est très pénalisée.
II convient de racler cette neige avec une lame d'usure douce (caoutchouc) dont l'angle d'inclinaison (a) est compris entre 0° et - 15°.
- si l'angle est plus faible, la pression au sol est accrue mais l'usure est plus rapide et l'outil a tendance à vibrer ou à sauter.
- si l'angle est prononcé, la pression au sol diminue mais l'usure au sol est réduite et il y a absence de vibrations.

### Neige humide
Une neige humide se compacte très facilement. Il faut veiller à ce que le raclage ne la lisse pas (échauffement et compactage par écrasement d'une couche résiduelle). La lame d'usure sera mi-dure (polyuréthane), ou dure (acier), son angle d'inclinaison (a) compris entre 10° et 60° selon la technologie employée.
- plus l'angle d'inclinaison est prononcé, meilleur est le raclage, plus forte est l'usure,
- plus l'angle d'inclinaison est réduit, plus faibles seront la pression au sol et l'usure.

### Neige sèche et froide
Une neige sèche et froide est très légère et soufflée facilement.
Le raclage pourra être fait avec une lame d'usure de nature quelconque mais il faut veiller à assurer une vitesse de déneigement élevée, l'effet de souffle étant le plus important.

## Translation
Le rendement réel du raclage est conditionné par la capacité d'une lame à pousser vers l'extérieur la neige récupérée par le raclage. À titre d'illustration, une lame de 3 m de trace déneigeant à 40 km/h une neige humide non tassée de 10 cm d'épaisseur déplace 3 000 tonnes de neige par heure.
Le rendement dépend d'un nombre important de facteurs conditionnant la dynamique de la neige dans le corps de lame. II est aussi fortement limité par les possibilités d'éjection à l'extérieur.
En fait, ce mouvement est le résultat de la poussée effectuée par le pousseur et appliquée obliquement vers le haut et vers le côté. S'il n'y a pas de poussée vers le haut (cas du rabot); la cohésion trop forte de la neige va jouer en sens inverse et provoquer un tassement sous l'effet du passage du rabot augmentant la glissance et surtout la difficulté de traitement ultérieur.

En théorie, plus l'angle de la lame est important, plus la mise en mouvement est facile. II est limité pratiquement par l'encombrement et par la difficulté de conduite résultant de la poussée latérale sur l'essieu avant, à moins de 40°.

## Éjection
L'éjection de la neige sur le bas-côté est à la fois une nécessité et une contrainte :
- nécessité, car elle conditionne l'efficacité globale du déneigement, elle prépare la prochaine chute, elle améliore l'état de la route.
- contrainte, car elle subit :
  - le manque de place causée par la présence du bourrelet ;
  - la présence des riverains, des équipements divers au bord des routes qu'il faut sauvegarder de la poussée et des projections.

Là aussi, un compromis entre la vitesse, le type d'outil et en particulier son galbe et le bourrelet qu'on peut réaliser est à trouver.
L'amélioration des galbes, des angles d'orientation et des facultés de glissement du corps de lame permet aujourd'hui de limiter la puissance du pousseur et d'éjecter la neige nettement plus loin (jusqu'à 10 m pour certaines neiges). Certains constructeurs ont équipé ces lames performantes de pare-projection latéral manœuvrable hydrauliquement pour rabattre le jet de neige à haute vitesse.